# Míssil de cruzeiro

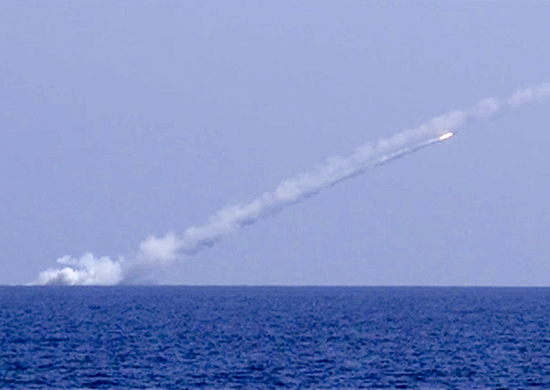
Submarinos russos atacam alvos do ISIS na Síria

Míssil de cruzeiro é um míssil guiado que transporta uma carga explosiva e é propulsionado, normalmente por um motor a jato, rumo a um alvo em terra ou no mar. Mísseis de cruzeiro são projetados para liberar uma grande ogiva em longas distâncias com alta precisão. Mísseis de cruzeiro modernos podem viajar em velocidades supersônicas ou em altas velocidades subsônicas, são auto navegáveis, e podem voar em uma trajetória não-balística, de altitude extremamente baixa. Eles são distintos dos veículos aéreos não tripulados (VANT), em que eles são usados apenas como armas e não para reconhecimento. Em um míssil de cruzeiro, a ogiva é integrada ao veículo e o veículo é sempre sacrificado na missão.
Os projetos deste tipo de arma fundamentalmente derivam do V-1 alemão da Segunda Guerra Mundial, o primeiro míssil de cruzeiro da história  (ver: Tecnologia durante a Segunda Guerra Mundial e Wunderwaffe). Avanços na tecnologia de computadores e transístores permitiram a autocorreção de aviónicas e desenhos aeronáuticos, que permitiram aos mísseis serem guiados em voo, ao contrário de somente no lançamento. Esses avanços desenvolveram-se em mísseis guiados e bombas guiadas, e mais tarde nos mísseis de cruzeiro modernos.
Em 2022, foi estimado que um único míssil de cruzeiro Tomahawk custa dois milhões de dólares.

## Categorias

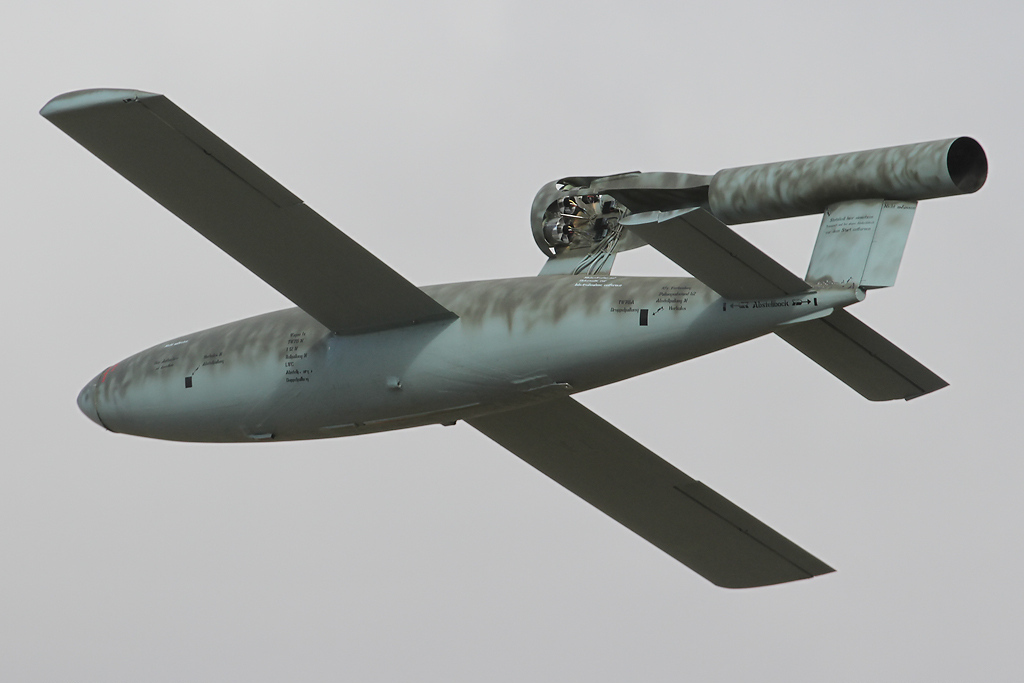
Bomba voadora V-1 (Alemanha Nazista, 1944) o primeiro míssil de cruzeiro.

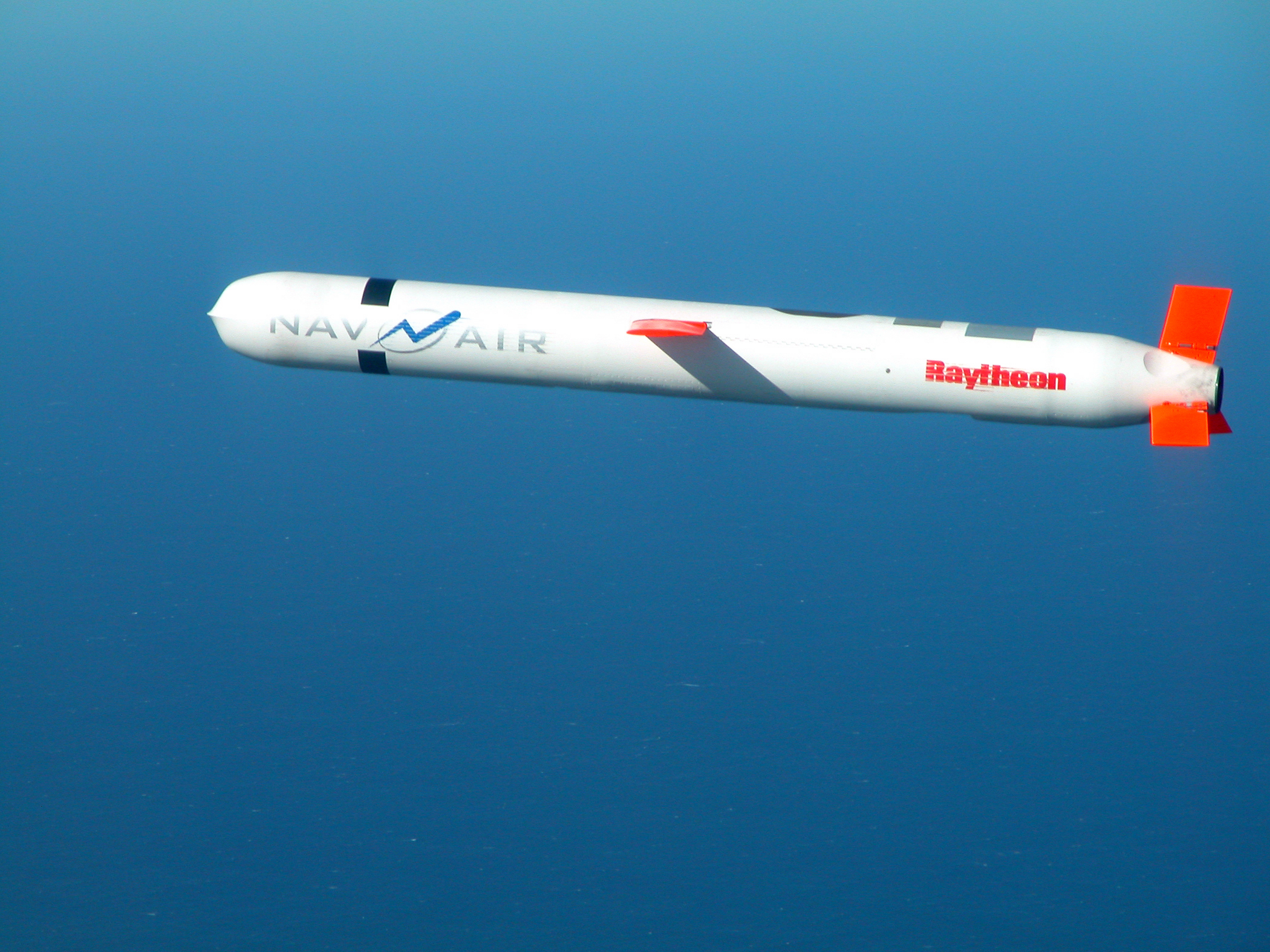
O Tomahawk é o míssil empregado na maioria dos conflitos em que os Estados Unidos se envolveram.

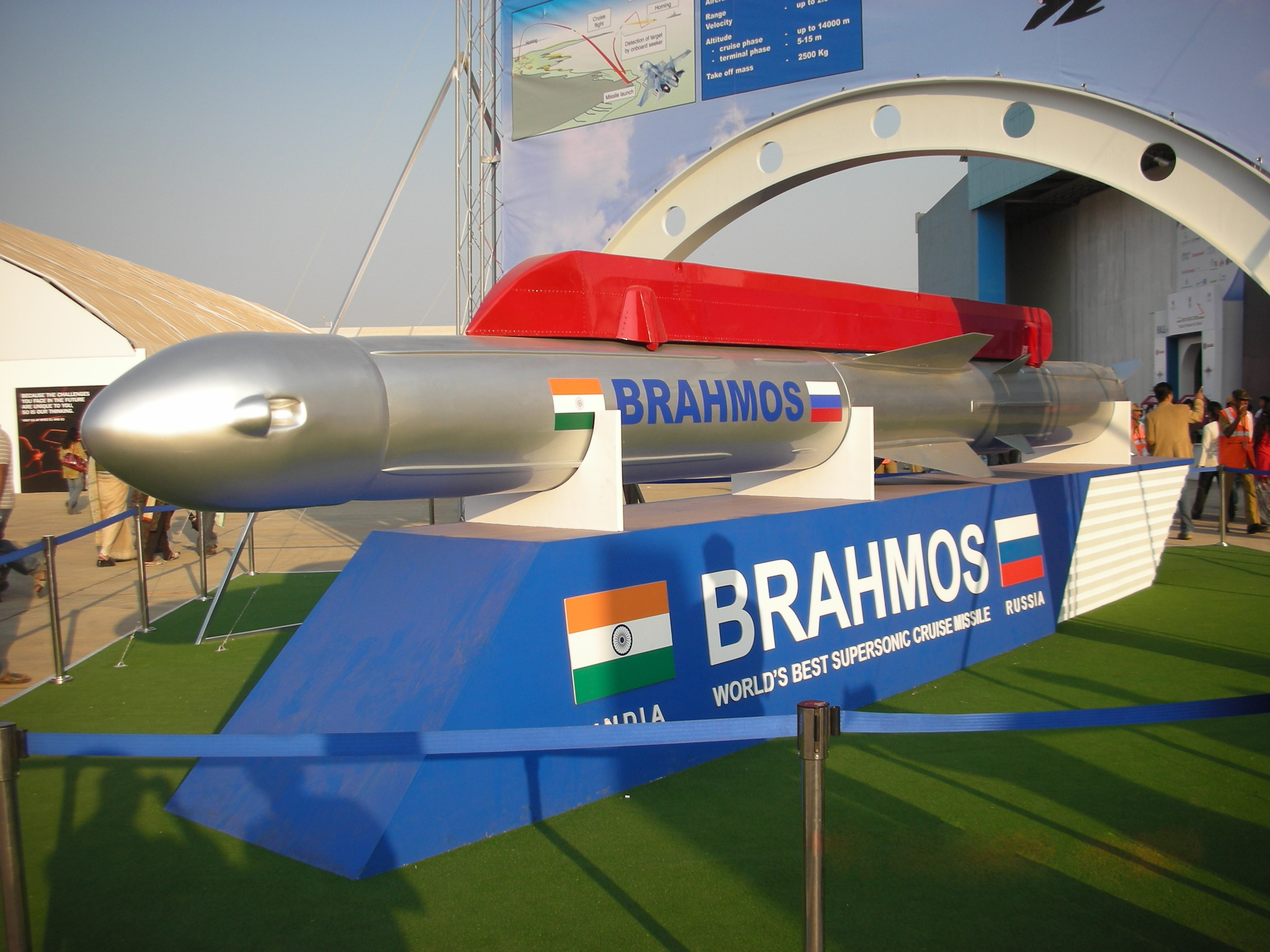
Míssil de cruzeiro BrahMos, de fabricação russo-indiana.

Os mísseis de cruzeiro podem ser classificados por tamanho, velocidade (subsônicas ou supersônicas), e alcance, e se são lançados por terra, ar, navios de superfície ou submarinos. Muitas vezes, versões do mesmo míssil são produzidas para diferentes plataformas de lançamento; às vezes versões lançadas por ar ou submarinos são um pouco mais leves e menores do que as versões lançadas por terra e por navios de superfície.
Os sistemas de orientação podem variar entre mísseis. Alguns mísseis podem ser equipados com qualquer um de uma variedade de sistemas de navegação (navegação inercial, TERCOM, ou navegação por satélite). Mísseis de cruzeiro maiores podem carregar tanto uma ogiva convencional como nuclear, enquanto os menores carregam apenas ogivas convencionais.

### Hipersônicos
- BrahMos

### Supersônicos
- BrahMos
- C-101
- C-301
- C-803
- C-805
- KD-88
- P-800 Oniks
- Kh-31
- 3M-54 Klub
- Air-Sol Moyenne Portée
- P-500 Bazalt
- P-700 Granit
- P-270 Moskit
- YJ-91

### Subsônicos de longo alcance
- AGM-86 ALCM
- AGM-129 ACM
- BGM-109 Tomahawk
- Nirbhay
- CJ-10
- DH-10
- Hyunmoo III
- Kh-55

### Subsônicos de médio alcance
- AGM-158 JASSM
- Babur
- KD-63
- Raad ALCM
- SOM
- Storm Shadow
- AV-TM-300
- Taurus KEPD 350

### Subsônicos de curto alcance
- C-801
- C-802
- C-602
- Delilah
- Kh-35
- Nasr-1
- Naval Strike Missile
- RBS-15
- Silkworm
- Type 80 ASM
- Type 88 SSM
- Type 90 SSM
- Type 91 ASM
- Type 93 ASM